# Municipio de Harper (Kansas)
El municipio de Harper (en inglés: Harper Township) es un municipio ubicado en el condado de McPherson en el estado estadounidense de Kansas. En el año 2010 tenía una población de 138 habitantes y una densidad poblacional de 1,49 personas por km².

## Geografía
El municipio de Harper se encuentra ubicado en las coordenadas 38°28′59″N 97°45′53″O / 38.48306, -97.76472. Según la Oficina del Censo de los Estados Unidos, el municipio tiene una superficie total de 92.78 km², de la cual 92,4 km² corresponden a tierra firme y (0,41 %) 0,38 km² es agua.

## Demografía
Según el censo de 2010, había 138 personas residiendo en el municipio de Harper. La densidad de población era de 1,49 hab./km². De los 138 habitantes, el municipio de Harper estaba compuesto por el 99,28 % blancos y el 0,72 % eran de una mezcla de razas. Del total de la población el 0,72 % eran hispanos o latinos de cualquier raza.